# Айнбиндер, Семён Борисович
Семён Борисович Айнбиндер (21 марта 1914, Витебск, Российская империя — 23 августа 1984, Рига, Латвийская ССР, СССР) — советский учёный в области механики сплошных сред, сварки, трения и износа в машинах, доктор технических наук, профессор, в 1958—1963 директор Института автоматики и механики АН Латвийской ССР.

## Биография
Родился в Витебске, с 1917 года жил в Москве. Окончил семилетнюю школу (1929) и отделение городских земельных техников Московского мелиоративно-дорожного техникума (1932). С 1929 по 1933 год работал рабочим, десятником, техником-землемером В 1933—1935 техник в НИИ физики при Московском государственном университете.
В 1935 году поступил в МЭИ, в 1936 году призван в РККА и зачислен на второй курс Военно-воздушной академии им. Жуковского на факультет авиационного вооружения. После окончания академии (1940) оставлен на кафедре баллистики, в 1944 году защитил кандидатскую диссертацию.
В 1947 году переведен на преподавательскую работу в Ригу. После увольнения с военной службы (1950) работал в Институте энергетики и электротехники АН Латвийской ССР: старший научный сотрудник, руководитель лаборатории, с 1954 года зав. лабораторией физики металлов в Институте физики АН ЛССР, руководил исследованиями по холодной сварке металлов.
С 1956 г. директор Лаборатории машиноведения при Отделении технических наук АН Латвийской ССР, на базе которой в 1958 году был создан Институт машиноведения АН ЛССР (с 1961 — Институт автоматики и механики), и Айнбиндер стал директором этого института и одновременно заведующим лабораторией трения машин.
С мая 1963 по август 1984 года руководитель лаборатории трения и износа полимеров Института механики полимеров АН Латвии.
Доктор технических наук (1967), профессор (1968).
Умер в Риге 23 августа 1984 года, похоронен на 1-м Лесном кладбище.

## Книги
- Введение в теорию трения полимеров / С.Б. Айнбиндер, Э.Л. Тюнина. – Рига: Зинатне, 1978. – 224 с.
- Холодная сварка металлов [Текст] : Сцепление металлов при совместной пластич. деформации / Акад. наук Латв. ССР. Лаборатория машиноведения. — Рига : Изд-во Акад. наук Латв. ССР, 1957. — 163 с. : ил.; 22 см.
- Новые способы сварки давлением [Текст] / Акад. наук Латв. ССР. Ин-т автоматики и механики. — Рига : Изд-во Акад. наук Латв. ССР, 1960. — 115 с. : ил.; 20 см.
- Исследование трения и сцепления твердых тел [Текст] : Доклад — обзор опубл. работ на соискание учен. степени д-ра техн. наук / Объедин. учен. совет отд-ния физ. и техн. наук АН Латв. ССР. — Рига : [б. и.], 1966. — 109 с. : ил.
- Айбиндер С. Б., Алксне К. И., Тюнина Э. Л., Лака М. Г. Свойства полимеров при высоких давлениях [Текст]. — Москва : Химия, 1973. — 190 с. : ил.; 20 см.
- Свойства полимеров в различных напряженных состояниях / С. Б. Айнбиндер, Э. Л. Тюнина, К. И. Цируле. - Москва : Химия, 1981. - 231, [1] с.

## Семья
Жена Наталья Борисовна Этингоф (1913, Петроград — 2012, Иерусалим, Израиль) — театральный деятель, режиссёр.
Две дочери: 
- Маша (Марина)

- Елена.